# عبد الرحمن الخيبري (لاعب كرة قدم مواليد يناير 2000)
عبد الرحمن محمد الخيبري (ولد في 1 يناير 2000) هو لاعب كرة قدم سعودي يلعب حالياً في نادي المجزل.
لعب سابقاً في نادي الرياض .